# Yamia watasei
Yamia watasei is een spinnensoort in de taxonomische indeling van de vogelspinnen (Theraphosidae).
Het dier behoort tot het geslacht Yamia. De wetenschappelijke naam van de soort werd voor het eerst geldig gepubliceerd in 1920 door Kyukichi Kishida.